# Großthiemig
Großthiemig is een gemeente in de Duitse deelstaat Brandenburg, en maakt deel uit van het Landkreis Elbe-Elster.
Großthiemig telt 1.012 inwoners.